# توماس جاي لوسون
توماس جاي لوسون هو ضابط كندي، ولد في 2 نوفمبر 1957 في Etobicoke ‏ في كندا.